# Rhabdoblatta monticola
Rhabdoblatta monticola es una especie de cucaracha del género Rhabdoblatta, familia Blaberidae, orden Blattodea. Fue descrita científicamente por Kirby en 1903.

## Descripción
Mide 38,3–40,5 milímetros de longitud. La hembra es similar al macho pero un poco más grande.

## Distribución
Se distribuye por China (Guangxi, Guangdong) y Vietnam.